# 北延岡中継局
北延岡中継局（きたのべおかちゅうけいきょく）は、宮崎県延岡市にあるテレビ放送の中継局である。

## 概要
- 中継局名：北延岡中継局
- 所在地：宮崎県延岡市桜ケ丘（宮崎県立延岡商業高等学校グラウンド上）

## 沿革
- 2010年
  - 4月6日- 北延岡中継局に地上デジタルテレビジョン放送の予備免許が付与される[1]。
  - 4月23日 - 北延岡デジタルテレビ中継局の試験放送開始[1]。
  - 5月21日 - 北延岡デジタルテレビ中継局の運用開始[1]。
- 2011年
  - 7月24日 - 北延岡アナログテレビ中継局の運用終了（地デジ完全移行）。

## 送信設備

### 地上デジタルテレビジョン放送
| ID | 放送局名      | 放送局名      | 物理チャンネル | 空中線電力 | ERP   | 放送対象地域 | 放送区域内世帯数 | 運用開始日    |
| -- | ------------- | ------------- | -------------- | ---------- | ----- | ------------ | ---------------- | ------------- |
| 1  | NHK宮崎       | 総合          | 28ch           | 0.3W       | 1.85W | 宮崎県       | 5,649世帯        | 2010年5月21日 |
| 2  | NHK宮崎       | Eテレ         | 26ch           | 0.3W       | 1.85W | 全国         | 5,649世帯        | 2010年5月21日 |
| 3  | UMKテレビ宮崎 | UMKテレビ宮崎 | 32ch           | 0.3W       | 1.85W | 宮崎県       | 5,649世帯        | 2010年5月21日 |
| 6  | MRT宮崎放送   | MRT宮崎放送   | 30ch           | 0.3W       | 1.85W | 宮崎県       | 5,649世帯        | 2010年5月21日 |

#### 放送区域
- 延岡市街地の北部地域を主な放送区域としている[4]。

#### 補足
- 試験放送は2010年4月23日から5月20日まで実施[1]。
- 実効輻射電力（ERP）：NHK総合・Eテレ、UMKテレビ宮崎、MRT宮崎放送いずれも1.85Wである[5][6][7][8]。

### 地上アナログテレビジョン放送（運用終了）
| 放送局名      | チャンネル | 空中線電力 | ERP | 放送対象地域 | 放送区域内世帯数 | 運用開始日    |
| ------------- | ---------- | ---------- | --- | ------------ | ---------------- | ------------- |
| NHK宮崎総合   | 51         | 3W         | -   | 宮崎県       | -                | 1974年3月13日 |
| UMKテレビ宮崎 | 53         | 3W         | -   | 宮崎県       | -                | 1986年6月7日  |
| NHK宮崎教育   | 55         | 3W         | -   | 全国         | -                | 1974年3月13日 |
| MRT宮崎放送   | 57         | 3W         | -   | 宮崎県       | -                | 1986年6月7日  |

- 地上アナログテレビジョン放送は2011年7月24日で全局放送終了。